# Socalchemmis arroyoseco
Socalchemmis arroyoseco är en spindelart som beskrevs av Norman I. Platnick och Darrell Ubick 2007. Socalchemmis arroyoseco ingår i släktet Socalchemmis och familjen Tengellidae. Inga underarter finns listade i Catalogue of Life.